# Isocanace australis
Isocanace australis är en tvåvingeart som beskrevs av Wayne N. Mathis 1982. Isocanace australis ingår i släktet Isocanace och familjen Canacidae. Inga underarter finns listade i Catalogue of Life.